# Клинец (Ленинградская область)
Клинец — деревня в Мелегежском сельском поселении Тихвинского района Ленинградской области.

## История
Деревня Самойловская, а волости зовут Малый Клинец упоминается в переписи 1710 года в Воскресенском Лепенском погосте Заонежской половины Обонежской пятины.
Деревни Приятная Гора (Клинец) и Самуиловская (Клинец) обозначены на «Специальной карте западной части России» Ф. Ф. Шуберта 1844 года.

КЛИНЕЦ (Юркина Гора, Приятная Гора) — деревня Островского общества, прихода села Липенского. Река Клиненка.

Крестьянских дворов — 17. Строений — 38, в том числе жилых — 19. Водяная мельница и 2 кузницы.

Число жителей по семейным спискам 1879 г.: 44 м. п., 49 ж. п. 

МАЛЫЙ КЛИНЕЦ (Самойловское) — деревня Островского общества, прихода села Никольского. Река Клиненка.

Крестьянских дворов — 29. Строений — 55, в том числе жилых — 30. 

Число жителей по семейным спискам 1879 г.: 59 м. п., 64 ж. п.; 

в обоих по приходским сведениям 1879 г.: 102 м. п., 108 ж. п.

В конце XIX — начале XX века деревня административно относилось к Костринской волости 3-го земского участка 1-го стана Тихвинского уезда Новгородской губернии.

КЛИНЕЦ (ЮРКИНА ГОРА, ПРИЯТНАЯ ГОРА) — деревня Островского общества, дворов — 23, жилых домов — 20, число жителей: 49 м. п., 65 ж. п. 

Занятия жителей — земледелие, лесные промыслы. Река Клиненка. Часовня, хлебозапасный магазин.
 
МАЛЫЙ КЛИНЕЦ (САМОЙЛОВСКОЕ) — деревня Островского общества, дворов — 11, жилых домов — 11, число жителей: 32 м. п., 35 ж. п. 

Занятия жителей — земледелие, лесные промыслы. Река Клиненка. Часовня, смежна с деревней Клинец. (1910 год)

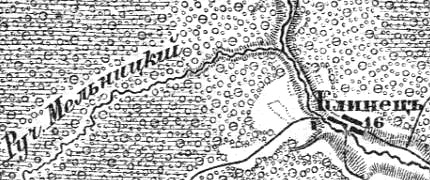
Деревня Клинец на карте 1913 года

Согласно карте Петроградской и Новгородской губерний 1913 года деревня Клинец насчитывала 16 крестьянских дворов.
С 1917 по 1918 год деревня Клинец входила в состав Костринской волости Тихвинского уезда Новгородской губернии. 
С 1918 года в составе Череповецкой губернии.
С 1924 года в составе Пригородной волости.
С 1927 года в составе Клинецкого сельсовета Тихвинского района.
В 1928 году население деревни Клинец составляло 237 человек.
Согласно карте Ленинградской области Северо-западного аэрогеодезического треста ГГУ издания 1932 года деревня Клинец насчитывала 30 крестьянских дворов. В деревне находилась часовня. Смежно с ней находилась деревня Юркина Гора (северная часть современной деревни Клинец), состоящая из 22 дворов. К северу от неё находились две мукомольные водяные мельницы:
| Внешние изображения | Внешние изображения               |
| ------------------- | --------------------------------- |
|                     | Деревня Клинец на карте 1932 года |

По данным 1933 года деревня Клинец являлась административным центром Клинецкого сельсовета, в который входили 4 населённых пункта, общей численностью населения 816 человек.
По данным 1936 года в состав Клинецкого сельсовета входили 4 населённых пункта, 139 хозяйств и 3 колхоза.
В 1961 году население деревни Клинец составляло 206 человек.
По данным 1966 года деревня Клинец также входила в состав Клинецкого сельсовета, административным центром сельсовета являлась часть общей деревни Клинец, деревня Юркина Гора.
По данным 1973 года деревня Клинец являлась административным центром Клинецкого сельсовета.
По данным 1990 года деревня Клинец входила в состав Андреевского сельсовета.
В 1997 году в деревне Клинец Андреевской волости проживали 56 человек, в 2002 году — 63 (все русские).
В 2007 году в деревне Клинец Мелегежского СП проживали 53 человека, в 2010 году — 62.

## География
Деревня расположена в юго-западной части района на автодороге 41К-904 (Шибенец — Клинец) у железнодорожной линии Тихвин — Будогощь.
Расстояние до административного центра поселения — 16 км. Расстояние до районного центра — 29 км.
Расстояние до ближайшей железнодорожной платформы Клинцы — 0,5 км.
Через деревню протекает река Клименка.

## Демография
| 1879 | 1910 | 1928 | 1961 | 1997 | 2002 | 2007 |
| ---- | ---- | ---- | ---- | ---- | ---- | ---- |
| 216  | ↘181 | ↗237 | ↘206 | ↘56  | ↗63  | ↘53  |
| 2010 | 2017 |      |      |      |      |      |
| ↗62  | ↘57  |      |      |      |      |      |

### Национальный состав
Согласно данным Всероссийской переписи населения 2021 года в деревне проживали 68 человек, из них:
 русские — 60, другие национальности — 1 человек, остальные национальность не указали.

## Транспорт
Пригородный поезд № 6965 Тихвин — Будогощь (по субботам).
Грунтовая дорога без твердого покрытия.

## Улицы
Железнодорожная, Тихвинская, Школьная.